# Solanum aviculare

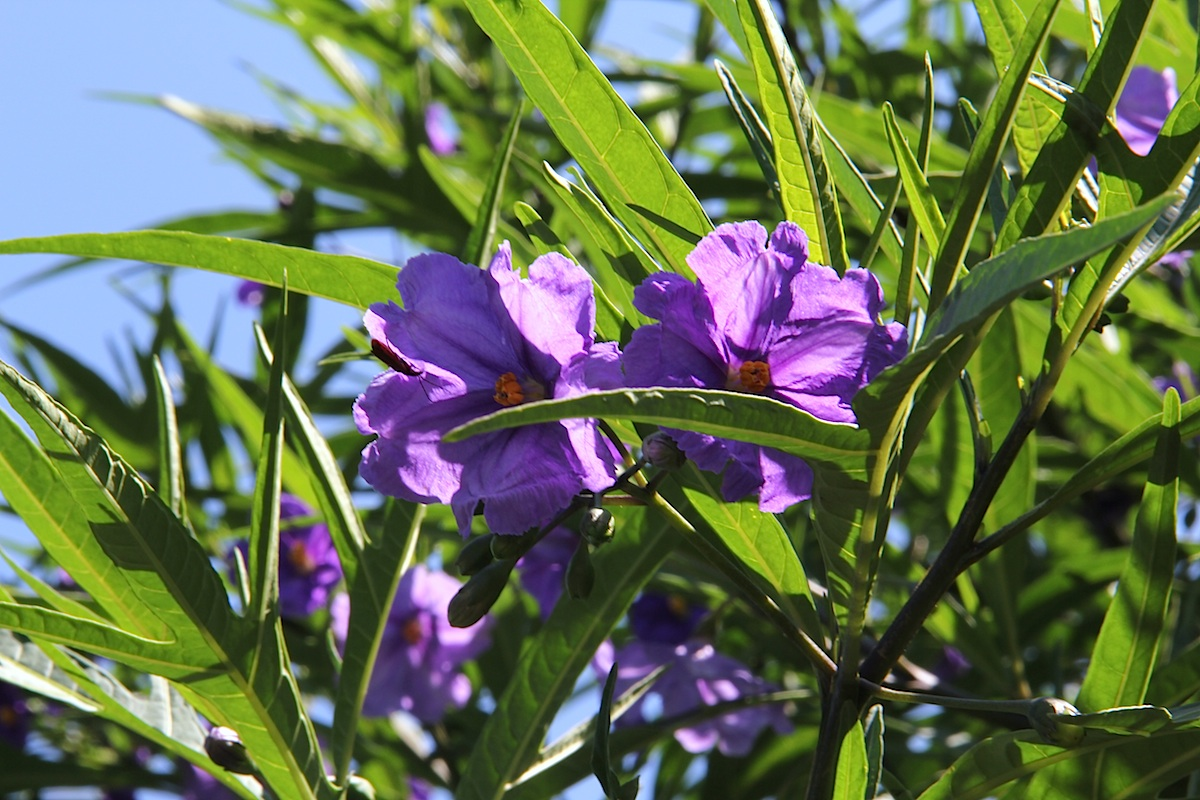
Solanum aviculare

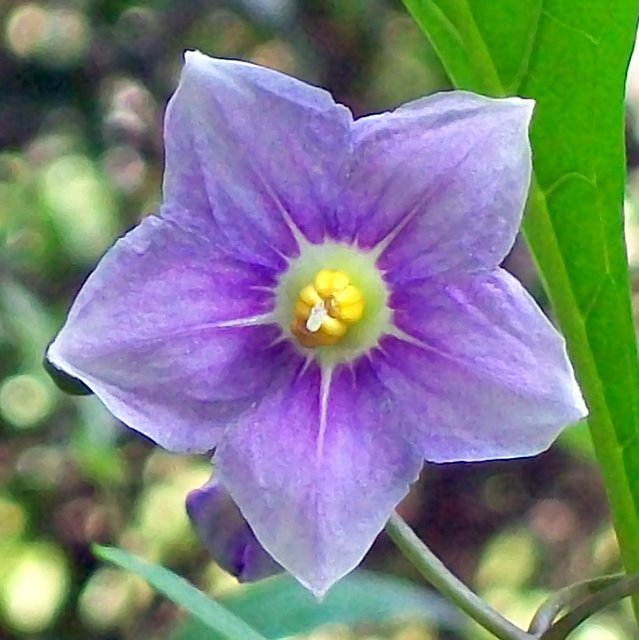
Flor

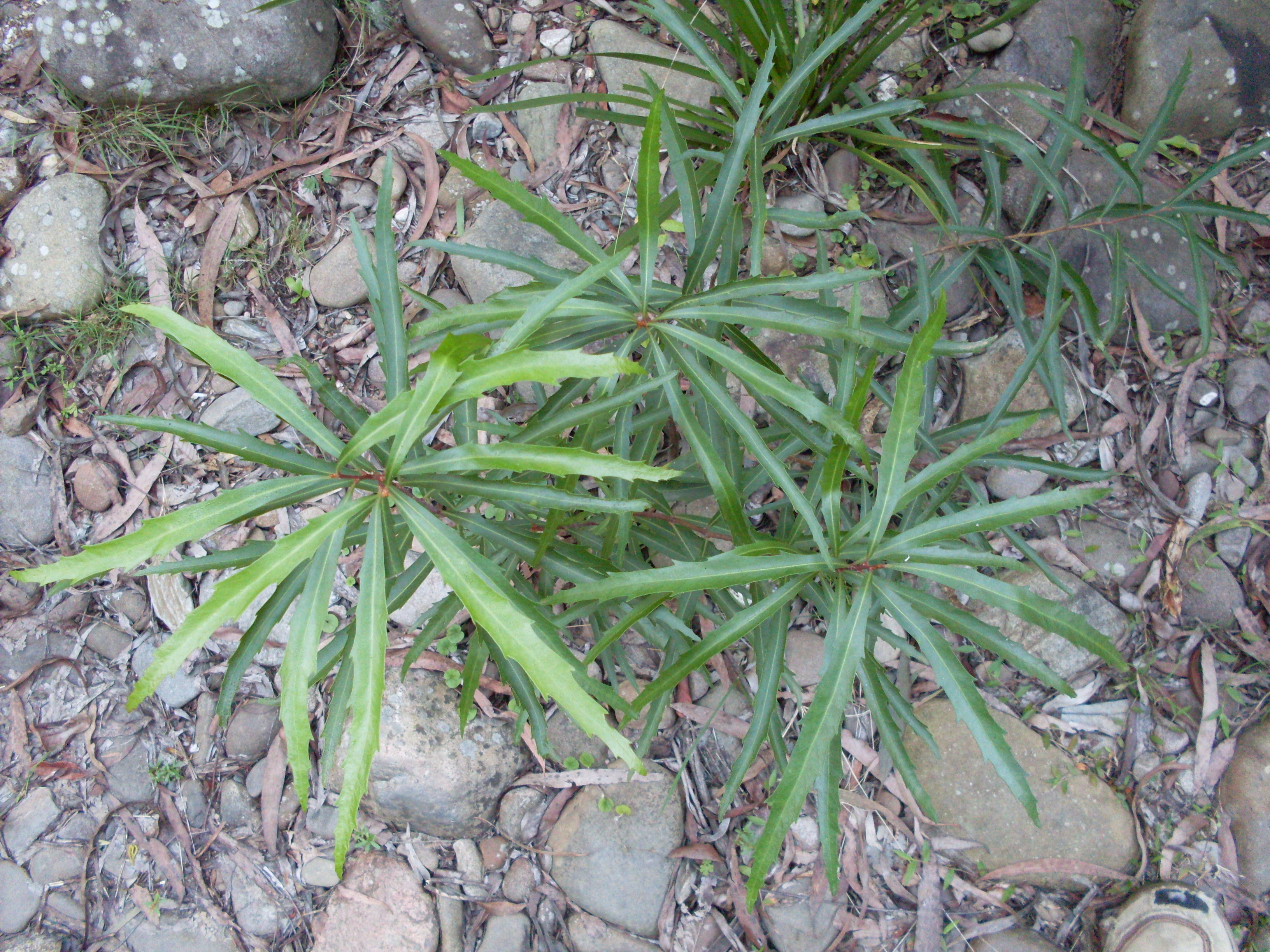
Planta joven

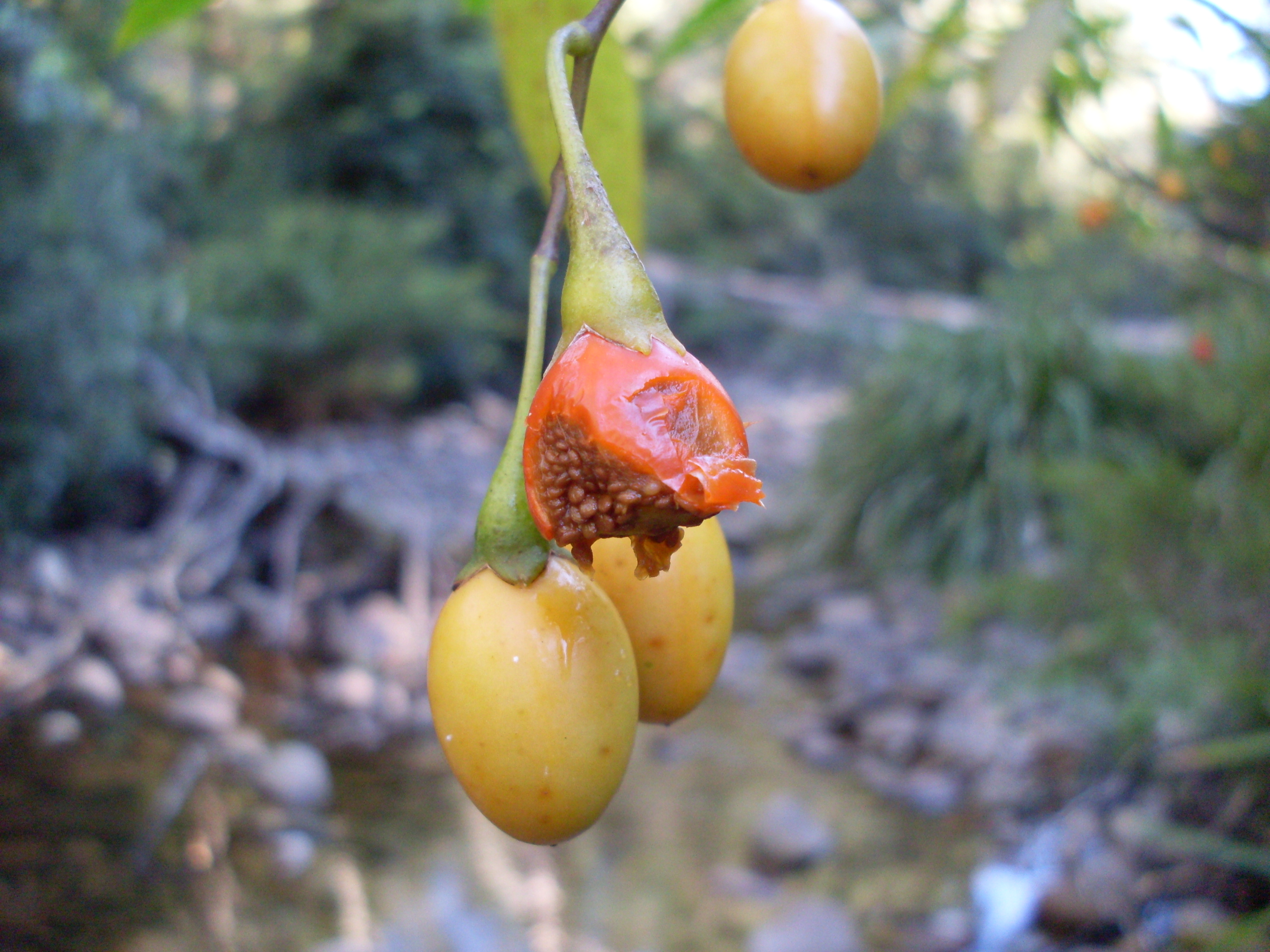
Fruto

El poroporo, kohoho o bullibulli (Solanum aviculare) es un arbusto de rápido crecimiento que llega a medir 4 m de altura, originario de Nueva Zelanda y la costa este de Australia. Es utilizado por los maoríes como endulzante, hortaliza y planta medicinal.

## Descripción
Es un arbusto perenne que llega a medir 4 m de altura. Las hojas son enteras o lobuladas; los lóbulos miden de 1 a 10 cm de largo. Los tallos son verdes o púrpuras. Sus flores son hermafroditas (teniendo tanto órganos masculinos y femeninos) blancas, y guindas a azul-violeta. Aparecen después bayas de 10-15 mm de ancho, rojo naranja a escarlata.

## Usos
Fruto maduro comestible (una vez adquiere el color naranja). Las hojas y frutos inmaduro de S. aviculare contienen el glicoalcaloide tóxico solasonina. 
S.aviculare es también cultivado en Rusia y Hungría por la solasonina la cual es extraída y usada como material base para la producción de esteroides contraceptivos.
La planta también se utiliza como porta-injerto para la berenjena.
Existen dudas de si  Solanum aviculare y  Solanum laciniatum son variedades de la misma especie. S. aviculare tiene flores más claras y se encuentra en parte norte de la Isla Norte de Nueva Zelanda, mientras S. laciniatum tiene flores púrpura más oscuras y se encuentra al sur de Auckland.

## Taxonomía
Solanum aviculare fue descrita por Georg Forster y publicado en Florulae Insularum Australium Prodromus 18. 1786.
Etimología
Solanum: nombre genérico que deriva del vocablo Latíno equivalente al Griego στρνχνος (strychnos) para designar el Solanum nigrum (la "Hierba mora") —y probablemente otras especies del género, incluida la berenjena— , ya empleado por Plinio el Viejo en su Historia naturalis (21, 177 y 27, 132) y, antes, por Aulus Cornelius Celsus en De Re Medica (II, 33). Podría ser relacionado con el Latín sol. -is, "el sol", debido a que la planta sería propia de sitios algo soleados.
aviculare: epíteto latino que significa "como un pequeño pájaro".